# 24 Heures du Mans 1998
Navigation
Édition précédente Édition suivante
Les 24 Heures du Mans 1998 sont la 66e édition de l'épreuve et se déroulent les 6 et 7 juin 1998 sur le circuit de la Sarthe.

## Nombre de pilotes qualifiés pour la course
141 pilotes prennent le départ de cette soixante-sixième édition des 24 Heures du Mans. Claudia Hürtgen sera la seule femme de ce plateau 1998.
| 46 Français   | 15 Allemands  | 15 Britanniques | 12 Italiens   | 11 Japonais   |
| 10 Américains | 7 Belges      | 5 Portugais     | 3 Australiens | 3 Néerlandais |
| 3 Suédois     | 2 Autrichiens | 2 Danois        | 1 Brésilien   | 1 Canadien    |
| 1 Espagnol    | 1 Monégasque  | 1 Sud-Africain  | 1 Suisse      | 1 Vénézuélien |

## Déroulement de la course

### Classements intermédiaires
| Pos. | Après la 1re heure | Après la 1re heure                                                                      | Après 6 heures | Après 6 heures                                                                        | Après 12 heures | Après 12 heures                                                                       | Après 18 heures | Après 18 heures                                                                       |
| Pos. | n°                 | Voiture / Pilotes                                                                       | n°             | Voiture / Pilotes                                                                     | n°              | Voiture / Pilotes                                                                     | n°              | Voiture / Pilotes                                                                     |
| ---- | ------------------ | --------------------------------------------------------------------------------------- | -------------- | ------------------------------------------------------------------------------------- | --------------- | ------------------------------------------------------------------------------------- | --------------- | ------------------------------------------------------------------------------------- |
| 1    | 28                 | Toyota Motorsport / Toyota Team Europe Toyota GT-One (GT1) Brundle - Collard - Hélary   | 29             | Toyota Motorsport / Toyota Team Europe Toyota GT-One (GT1) Boutsen - Kelleners - Lees | 26              | Porsche AG Porsche 911 GT1-98 (GT1) Aïello - McNish - Ortelli                         | 29              | Toyota Motorsport / Toyota Team Europe Toyota GT-One (GT1) Boutsen - Kelleners - Lees |
| 2    | 35                 | AMG-Mercedes Mercedes-Benz CLK-LM (GT1) Schneider - Webber - Ludwig                     | 25             | Porsche AG Porsche 911 GT1-98 (GT1) Müller - Alzen - Wollek                           | 25              | Porsche AG Porsche 911 GT1-98 (GT1) Müller - Alzen - Wollek                           | 26              | Porsche AG Porsche 911 GT1-98 (GT1) Aïello - McNish - Ortelli                         |
| 3    | 29                 | Toyota Motorsport / Toyota Team Europe Toyota GT-One (GT1) Boutsen - Kelleners - Lees   | 26             | Porsche AG Porsche 911 GT1-98 (GT1) Aïello - McNish - Ortelli                         | 30              | Nissan Motorsports / TWR Nissan R390 GT1 (GT1) Nielsen - Krumm - Lagorce              | 32              | Nissan Motorsports / TWR Nissan R390 GT1 (GT1) Suzuki - Hoshino - Kageyama            |
| 4    | 26                 | Porsche AG Porsche 911 GT1-98 (GT1) Aïello - McNish - Ortelli                           | 13             | Courage Compétition Courage C51 (LMP1) Cottaz - Goossens - Belloc                     | 13              | Courage Compétition Courage C51 (LMP1) Cottaz - Goossens - Belloc                     | 25              | Porsche AG Porsche 911 GT1-98 (GT1) Müller - Alzen - Wollek                           |
| 5    | 27                 | Toyota Motorsport / Toyota Team Europe Toyota GT-One (GT1) Katayama - Suzuki - Tsuchiya | 8              | Porsche AG / Joest Racing Porsche LMP1-98 (LMP1) Raphanel - Murry - Weaver            | 29              | Toyota Motorsport / Toyota Team Europe Toyota GT-One (GT1) Boutsen - Kelleners - Lees | 30              | Nissan Motorsports / TWR Nissan R390 GT1 (GT1) Nielsen - Krumm - Lagorce              |

### Classement final de la course

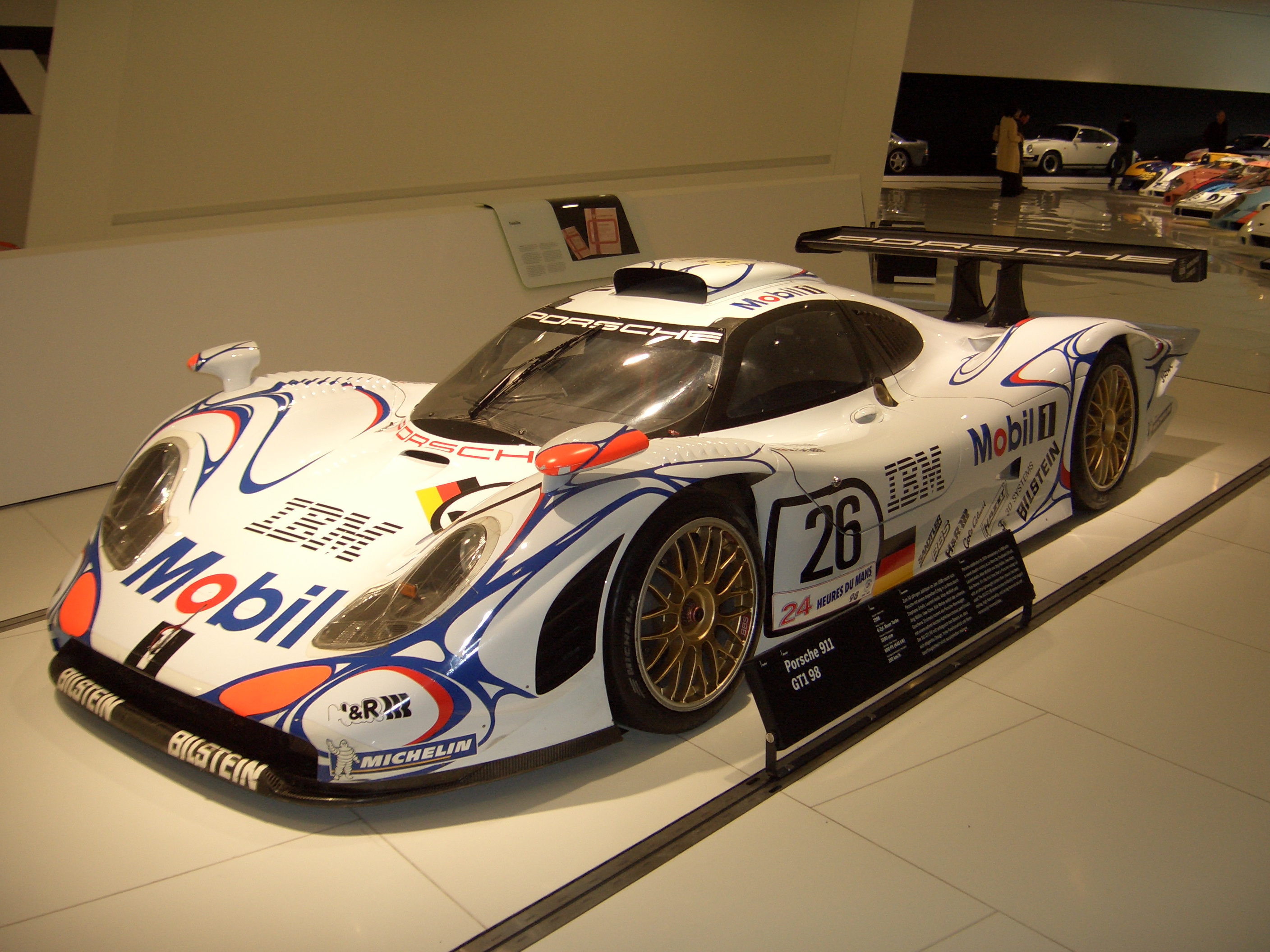
La Porsche 911 GT1, victorieuse de l'édition 1998.

Voici le classement officiel au terme des 24 heures de course.
- Les vainqueurs de chaque catégorie sont signalés par un fond jauni.
- Pour la colonne Pneus, il faut passer le curseur au-dessus du modèle pour connaître le manufacturier de pneumatiques.

| Pos. | Catégorie | N° | Écurie                               | Pilotes                                                   | Châssis                            | Pneus | Tours |
| Pos. | Catégorie | N° | Écurie                               | Pilotes                                                   | Moteur                             | Pneus | Tours |
| ---- | --------- | -- | ------------------------------------ | --------------------------------------------------------- | ---------------------------------- | ----- | ----- |
| 1    | GT1       | 26 | Porsche AG                           | Laurent Aïello Allan McNish Stéphane Ortelli              | Porsche 911 GT1-98                 | M     | 351   |
| 1    | GT1       | 26 | Porsche AG                           | Laurent Aïello Allan McNish Stéphane Ortelli              | Porsche 3.2L Turbo Flat-6          | M     | 351   |
| 2    | GT1       | 25 | Porsche AG                           | Jörg Müller Uwe Alzen Bob Wollek                          | Porsche 911 GT1-98                 | M     | 350   |
| 2    | GT1       | 25 | Porsche AG                           | Jörg Müller Uwe Alzen Bob Wollek                          | Porsche 3.2L Turbo Flat-6          | M     | 350   |
| 3    | GT1       | 32 | Nissan Motorsports TWR               | Aguri Suzuki Kazuyoshi Hoshino Masahiko Kageyama          | Nissan R390 GT1                    | B     | 347   |
| 3    | GT1       | 32 | Nissan Motorsports TWR               | Aguri Suzuki Kazuyoshi Hoshino Masahiko Kageyama          | Nissan VRH35L 3.5L Turbo V8        | B     | 347   |
| 4    | GT1       | 40 | Gulf Team Davidoff EMKA Racing       | Steve O'Rourke Tim Sugden Bill Auberlen                   | McLaren F1 GTR                     | P     | 343   |
| 4    | GT1       | 40 | Gulf Team Davidoff EMKA Racing       | Steve O'Rourke Tim Sugden Bill Auberlen                   | BMW S70 6.0L V12                   | P     | 343   |
| 5    | GT1       | 30 | Nissan Motorsports TWR               | John Nielsen Michael Krumm Franck Lagorce                 | Nissan R390 GT1                    | B     | 342   |
| 5    | GT1       | 30 | Nissan Motorsports TWR               | John Nielsen Michael Krumm Franck Lagorce                 | Nissan VRH35L 3.5L Turbo V8        | B     | 342   |
| 6    | GT1       | 31 | Nissan Motorsports TWR               | Jan Lammers Erik Comas Andrea Montermini                  | Nissan R390 GT1                    | B     | 342   |
| 6    | GT1       | 31 | Nissan Motorsports TWR               | Jan Lammers Erik Comas Andrea Montermini                  | Nissan VRH35L 3.5L Turbo V8        | B     | 342   |
| 7    | GT1       | 45 | Panoz Motorsports Inc.               | David Brabham Andy Wallace Jamie Davies                   | Panoz Esperante GTR-1              | M     | 335   |
| 7    | GT1       | 45 | Panoz Motorsports Inc.               | David Brabham Andy Wallace Jamie Davies                   | Ford (Roush) 6.0L V8               | M     | 335   |
| 8    | LMP1      | 12 | Doyle-Risi Racing                    | Wayne Taylor Eric van de Poele Fermín Vélez               | Ferrari 333 SP                     | P     | 332   |
| 8    | LMP1      | 12 | Doyle-Risi Racing                    | Wayne Taylor Eric van de Poele Fermín Vélez               | Ferrari F310E 4.0L V12             | P     | 332   |
| 9    | GT1       | 27 | Toyota Motorsport Toyota Team Europe | Ukyo Katayama Toshio Suzuki Keiichi Tsuchiya              | Toyota GT-One                      | M     | 326   |
| 9    | GT1       | 27 | Toyota Motorsport Toyota Team Europe | Ukyo Katayama Toshio Suzuki Keiichi Tsuchiya              | Toyota R36V 3.6L Turbo V8          | M     | 326   |
| 10   | GT1       | 33 | Nissan Motorsports TWR               | Satoshi Motoyama Takuya Kurosawa Masami Kageyama          | Nissan R390 GT1                    | B     | 319   |
| 10   | GT1       | 33 | Nissan Motorsports TWR               | Satoshi Motoyama Takuya Kurosawa Masami Kageyama          | Nissan VRH35L 3.5L Turbo V8        | B     | 319   |
| 11   | GT2       | 53 | Viper Team Oreca                     | Justin Bell David Donohue Luca Drudi                      | Chrysler Viper GTS-R               | M     | 317   |
| 11   | GT2       | 53 | Viper Team Oreca                     | Justin Bell David Donohue Luca Drudi                      | Chrysler 8.0L V10                  | M     | 317   |
| 12   | LMP1      | 16 | Kremer Racing                        | Ricardo Agusta Almo Coppelli Xavier Pompidou              | Kremer K8/2                        | G     | 314   |
| 12   | LMP1      | 16 | Kremer Racing                        | Ricardo Agusta Almo Coppelli Xavier Pompidou              | Porsche Type-935 3.2L Turbo Flat-6 | G     | 314   |
| 13   | GT2       | 51 | Viper Team Oreca                     | Olivier Beretta Pedro Lamy Tommy Archer                   | Chrysler Viper GTS-R               | M     | 312   |
| 13   | GT2       | 51 | Viper Team Oreca                     | Olivier Beretta Pedro Lamy Tommy Archer                   | Chrysler 8.0L V10                  | M     | 312   |
| 14   | LMP1      | 3  | Moretti Racing Inc.                  | Giampiero Moretti Mauro Baldi Didier Theys                | Ferrari 333 SP                     | Y     | 311   |
| 14   | LMP1      | 3  | Moretti Racing Inc.                  | Giampiero Moretti Mauro Baldi Didier Theys                | Ferrari F310E 4.0L V12             | Y     | 311   |
| 15   | LMP1      | 24 | Courage Compétition                  | Yojiro Terada Franck Fréon Olivier Thévenin               | Courage C41                        | M     | 304   |
| 15   | LMP1      | 24 | Courage Compétition                  | Yojiro Terada Franck Fréon Olivier Thévenin               | Porsche Type-935 3.0L Turbo Flat-6 | M     | 304   |
| 16   | LMP1      | 15 | Courage Compétition                  | Henri Pescarolo Olivier Grouillard Franck Montagny        | Courage C36                        | M     | 300   |
| 16   | LMP1      | 15 | Courage Compétition                  | Henri Pescarolo Olivier Grouillard Franck Montagny        | Porsche Type-935 3.0L Turbo Flat-6 | M     | 300   |
| 17   | GT2       | 64 | Roock Racing                         | Claudia Hürtgen Michel Ligonnet (de) Robert Nearn         | Porsche 911 GT2 (993)              | Y     | 285   |
| 17   | GT2       | 64 | Roock Racing                         | Claudia Hürtgen Michel Ligonnet (de) Robert Nearn         | Porsche 3.8L Turbo Flat-6          | Y     | 285   |
| 18   | GT2       | 69 | Michel Nourry                        | Michel Nourry (en) Thierry Perrier Jean-Louis Ricci       | Porsche 911 GT2 (993)              | G     | 276   |
| 18   | GT2       | 69 | Michel Nourry                        | Michel Nourry (en) Thierry Perrier Jean-Louis Ricci       | Porsche 3.6L Turbo Flat-6          | G     | 276   |
| 19   | GT2       | 56 | Chamberlain Engineering              | Gary Ayles (en) Matt Turner Hans Hugenholtz               | Chrysler Viper GTS-R               | D     | 270   |
| 19   | GT2       | 56 | Chamberlain Engineering              | Gary Ayles (en) Matt Turner Hans Hugenholtz               | Chrysler 8.0L V10                  | D     | 270   |
| 20   | GT2       | 68 | Elf Haberthur Racing                 | Eric Graham Hervé Poulain Jean-Luc Maury-Laribière        | Porsche 911 GT2 (993)              | D     | 268   |
| 20   | GT2       | 68 | Elf Haberthur Racing                 | Eric Graham Hervé Poulain Jean-Luc Maury-Laribière        | Porsche 3.6L Turbo Flat-6          | D     | 268   |
| 21   | GT2       | 55 | Chamberlain Engineering              | Ni Amorim Gonçalo Gomes Manuel Mello-Breyner              | Chrysler Viper GTS-R               | D     | 264   |
| 21   | GT2       | 55 | Chamberlain Engineering              | Ni Amorim Gonçalo Gomes Manuel Mello-Breyner              | Chrysler 8.0L V10                  | D     | 264   |
| 22   | GT2       | 65 | Roock Racing                         | Rob Schirle André Ahrlé David Warnock (de)                | Porsche 911 GT2 (993)              | Y     | 247   |
| 22   | GT2       | 65 | Roock Racing                         | Rob Schirle André Ahrlé David Warnock (de)                | Porsche 3.6L Turbo Flat-6          | Y     | 247   |
| 23   | GT2       | 72 | Larbre Compétition                   | Patrice Goueslard Jean-Luc Chéreau Pierre Yver            | Porsche 911 GT2 (993)              | M     | 240   |
| 23   | GT2       | 72 | Larbre Compétition                   | Patrice Goueslard Jean-Luc Chéreau Pierre Yver            | Porsche 3.6L Turbo Flat-6          | M     | 240   |
| Abd. | GT1       | 29 | Toyota Motorsport Toyota Team Europe | Thierry Boutsen Ralf Kelleners Geoff Lees                 | Toyota GT-One                      | M     | 330   |
| Abd. | GT1       | 29 | Toyota Motorsport Toyota Team Europe | Thierry Boutsen Ralf Kelleners Geoff Lees                 | Toyota R36V 3.6L Turbo V8          | M     | 330   |
| Abd. | GT2       | 71 | Estoril Racing Communication         | Michel Maisonneuve Manuel Monteiro Michel Monteiro        | Porsche 911 GT2 (993)              | P     | 277   |
| Abd. | GT2       | 71 | Estoril Racing Communication         | Michel Maisonneuve Manuel Monteiro Michel Monteiro        | Porsche 3.6L Turbo Flat-6          | P     | 277   |
| Abd. | GT1       | 44 | Panoz Motorsports Inc. DAMS          | Éric Bernard Christophe Tinseau Johnny O'Connell          | Panoz Esperante GTR-1              | M     | 236   |
| Abd. | GT1       | 44 | Panoz Motorsports Inc. DAMS          | Éric Bernard Christophe Tinseau Johnny O'Connell          | Ford (Roush) 6.0L V8               | M     | 236   |
| Abd. | LMP1      | 13 | Courage Compétition                  | Didier Cottaz Marc Goossens Jean-Philippe Belloc          | Courage Tetsuya Tsuchiya           | M     | 232   |
| Abd. | LMP1      | 13 | Courage Compétition                  | Didier Cottaz Marc Goossens Jean-Philippe Belloc          | Nissan VRH35Z 3.0L Turbo V8        | M     | 232   |
| Abd. | GT1       | 41 | Gulf Team Davidoff GTC Competition   | Dr. Thomas Bscher Emanuele Pirro Rinaldo Capello          | McLaren F1 GTR                     | G     | 228   |
| Abd. | GT1       | 41 | Gulf Team Davidoff GTC Competition   | Dr. Thomas Bscher Emanuele Pirro Rinaldo Capello          | BMW S70 6.0L V12                   | G     | 228   |
| Abd. | LMP1      | 8  | Porsche AG Joest Racing              | Pierre-Henri Raphanel David Murry James Weaver            | Porsche LMP1-98                    | M     | 218   |
| Abd. | LMP1      | 8  | Porsche AG Joest Racing              | Pierre-Henri Raphanel David Murry James Weaver            | Porsche Type-935 3.2L Turbo Flat-6 | M     | 218   |
| Abd. | LMP1      | 10 | Pilot Racing                         | Michel Ferté Pascal Fabre François Migault                | Ferrari 333 SP                     | D     | 203   |
| Abd. | LMP1      | 10 | Pilot Racing                         | Michel Ferté Pascal Fabre François Migault                | Ferrari F310E 4.0L V12             | D     | 203   |
| Abd. | GT2       | 67 | Elf Haberthur Racing                 | Michel Neugarten Jean-Claude Lagniez David Smadja         | Porsche 911 GT2 (993)              | D     | 198   |
| Abd. | GT2       | 67 | Elf Haberthur Racing                 | Michel Neugarten Jean-Claude Lagniez David Smadja         | Porsche 3.6L Turbo Flat-6          | D     | 198   |
| Abd. | GT1       | 28 | Toyota Motorsport Toyota Team Europe | Martin Brundle Emmanuel Collard Éric Hélary               | Toyota GT-One                      | M     | 191   |
| Abd. | GT1       | 28 | Toyota Motorsport Toyota Team Europe | Martin Brundle Emmanuel Collard Éric Hélary               | Toyota R36V 3.6L Turbo V8          | M     | 191   |
| Abd. | LMP1      | 5  | JB Racing                            | Vincenzo Sospiri Jean-Christophe Boullion Jérôme Policand | Ferrari 333 SP                     | M     | 187   |
| Abd. | LMP1      | 5  | JB Racing                            | Vincenzo Sospiri Jean-Christophe Boullion Jérôme Policand | Ferrari F310E 4.0L V12             | M     | 187   |
| Abd. | GT2       | 60 | Chereau Sports Larbre Compétition    | Jean-Pierre Jarier Carl Rosenblad Robin Donovan           | Porsche 911 GT2 (993)              | M     | 164   |
| Abd. | GT2       | 60 | Chereau Sports Larbre Compétition    | Jean-Pierre Jarier Carl Rosenblad Robin Donovan           | Porsche 3.6L Turbo Flat-6          | M     | 164   |
| Abd. | GT2       | 62 | CJ Motorsport                        | John Morton John Graham Harald Grohs                      | Porsche 911 GT2 (993)              | G     | 164   |
| Abd. | GT2       | 62 | CJ Motorsport                        | John Morton John Graham Harald Grohs                      | Porsche 3.6L Turbo Flat-6          | G     | 164   |
| Abd. | LMP1      | 21 | Solution F                           | Philippe Gache Wayne Gardner Didier de Radiguès           | Riley & Scott MkIII                | P     | 155   |
| Abd. | LMP1      | 21 | Solution F                           | Philippe Gache Wayne Gardner Didier de Radiguès           | Ford 5.1L V8                       | P     | 155   |
| Abd. | LMP1      | 14 | Courage Compétition                  | Fredrik Ekblom Patrice Gay Tetsuya Tsuchiya               | Courage C51                        | M     | 126   |
| Abd. | LMP1      | 14 | Courage Compétition                  | Fredrik Ekblom Patrice Gay Tetsuya Tsuchiya               | Nissan VRH35Z 3.5L Turbo V8        | M     | 126   |
| Abd. | LMP1      | 7  | Porsche AG                           | Michele Alboreto Stefan Johansson Yannick Dalmas          | Porsche LMP1-98                    | G     | 107   |
| Abd. | LMP1      | 7  | Porsche AG                           | Michele Alboreto Stefan Johansson Yannick Dalmas          | Porsche Type-935 3.2L Turbo Flat-6 | G     | 107   |
| Abd. | LMP2      | 22 | Didier Bonnet                        | Lionel Robert Eduoard Sezionale Pierre Bruneau            | Debora LMP2                        | M     | 106   |
| Abd. | LMP2      | 22 | Didier Bonnet                        | Lionel Robert Eduoard Sezionale Pierre Bruneau            | BMW S50 3.2L I6                    | M     | 106   |
| Abd. | GT2       | 61 | Krauss Race Sports Intl.             | Bernhard Müller Michael Trunk Erich Palmberger            | Porsche 911 GT2 (993)              | D     | 71    |
| Abd. | GT2       | 61 | Krauss Race Sports Intl.             | Bernhard Müller Michael Trunk Erich Palmberger            | Porsche 3.6L Turbo Flat-6          | D     | 71    |
| Abd. | LMP1      | 1  | Team BMW Motorsport                  | Hans-Joachim Stuck Steve Soper Tom Kristensen             | BMW V12 LM                         | M     | 60    |
| Abd. | LMP1      | 1  | Team BMW Motorsport                  | Hans-Joachim Stuck Steve Soper Tom Kristensen             | BMW S70 6.0L V12                   | M     | 60    |
| Abd. | LMP1      | 2  | Team BMW Motorsport                  | Pierluigi Martini Joachim Winkelhock Johnny Cecotto       | BMW V12 LM                         | M     | 43    |
| Abd. | LMP1      | 2  | Team BMW Motorsport                  | Pierluigi Martini Joachim Winkelhock Johnny Cecotto       | BMW S70 6.0L V12                   | M     | 43    |
| Abd. | GT1       | 36 | AMG-Mercedes                         | Jean-Marc Gounon Ricardo Zonta Christophe Bouchut         | Mercedes-Benz CLK-LM               | B     | 31    |
| Abd. | GT1       | 36 | AMG-Mercedes                         | Jean-Marc Gounon Ricardo Zonta Christophe Bouchut         | Mercedes-Benz M119 5.0L V8         | B     | 31    |
| Abd. | GT2       | 50 | Viper Team Oreca                     | Karl Wendlinger Marc Duez Patrick Huisman                 | Chrysler Viper GTS-R               | M     | 28    |
| Abd. | GT2       | 50 | Viper Team Oreca                     | Karl Wendlinger Marc Duez Patrick Huisman                 | Chrysler 8.0L V10                  | M     | 28    |
| Abd. | GT2       | 70 | Konrad Motorsport                    | Franz Konrad Larry Schumacher Nick Ham                    | Porsche 911 GT2 (993)              | D     | 24    |
| Abd. | GT2       | 70 | Konrad Motorsport                    | Franz Konrad Larry Schumacher Nick Ham                    | Porsche 3.6L Turbo Flat-6          | D     | 24    |
| Abd. | GT1       | 35 | AMG-Mercedes                         | Bernd Schneider Mark Webber Klaus Ludwig                  | Mercedes-Benz CLK-LM               | B     | 19    |
| Abd. | GT1       | 35 | AMG-Mercedes                         | Bernd Schneider Mark Webber Klaus Ludwig                  | Mercedes-Benz M119 5.0L V8         | B     | 19    |
| Abd. | GT2       | 73 | Konrad Motorsport                    | Toni Seiler Peter Kitchak Angelo Zadra (de)               | Porsche 911 GT2 (993)              | D     | 2     |
| Abd. | GT2       | 73 | Konrad Motorsport                    | Toni Seiler Peter Kitchak Angelo Zadra (de)               | Porsche 3.6L Turbo Flat-6          | D     | 2     |

## Pole position et record du tour
- Pole position : Bernd Schneider sur no 35 AMG Mercedes en 3 min 35 s 544.
- Meilleur tour en course : Martin Brundle sur no 28 Toyota Motor Sports en 3 min 41 s 809 au 86e tour.

## Tours en tête par heure
- no 28 Toyota GT-One - Toyota Motor Sports : 3 (1-3)
- no 29 Toyota GT-One - Toyota Motor Sports : 10 (4-8 / 17-18 / 20-22)
- no 25 Porsche 911 GT1 - Porsche AG : 2 (9 / 11)
- no 26 Porsche 911 GT1 - Porsche AG : 9 (1 / 12-16 / 19 / 23-24)

## À noter
- Longueur du circuit : 13,605 km
- Distance parcourue : 4 783,781 km
- Vitesse moyenne : 199,324 km/h
- Écart avec le 2e : 13,654 km
- 190 000 spectateurs